# Sun Jiajun (Radsportlerin)
Sun Jiajun (chinesisch 孫佳君 / 孙佳君, Pinyin Sūn Jiājūn, * 29. Juli 1996) ist eine chinesische Radrennfahrerin.

## Sportlicher Werdegang
Sun stammt aus der Provinz Liaoning. 2014 nahm sie an den Radsportwettbewerben der Jugend-Olympiade teil. Ihren ersten Auftritt im UCI-Rennkalender hatte sie 2016 in der Tour of Chongming Island, wo sie für das chinesische Nationalteam fuhr. 2017 gewann sie das Straßenrennen bei den Chinesischen Nationalspielen. 2019 siegte sie in mehreren chinesischen Rennen des internationalen Kalenders, 2021 startete sie im olympischen Straßenrennen. 2023 war sie Zweite beim Straßenrennen der Asienmeisterschaften.
Außer bei Asienmeisterschaften und Olympischen Spielen vertrat sie China bei den Asienspielen 2018 und 2022 sowie mehrfach bei Straßenradsport-Weltmeisterschaften. Bei den chinesischen Meisterschaften war sie zweimal auf dem Podest, konnte aber noch nicht gewinnen.

## Erfolge
2018
- Asienmeisterschaften – Straßenrennen (U23)

2019
- eine Etappe und Punktewertung Tour of Zhoushan Island
- Scenic Avenue Race I und II
- Tour of Nanxijiang

2023
- Asienmeisterschaften – Straßenrennen
- Asienmeisterschaften – Mixed-Staffel